# Kurt Wüster
Kurt Wüster (* 29. Juni 1925 in Lüttringhausen, heute Stadtteil von Remscheid; † 22. November 1999 in Remscheid) war ein deutscher Politiker (SPD).

## Leben und Beruf
Wüster wurde als Sohn eines Bandwirkermeisters geboren. Nach dem Besuch der Volksschule absolvierte er eine Lehre zum Industriekaufmann, die er im Jahr 1942 mit der Kaufmannsgehilfenprüfung abschloss. In den Jahren 1943 bis 1945 nahm er als Soldat am Zweiten Weltkrieg teil. Bei Kriegsende geriet er in US-amerikanische Kriegsgefangenschaft. Wüster bestand im Jahr 1947 die staatliche Technikerprüfung und arbeitete anschließend als Betriebsingenieur bei der Werkzeug-Union GmbH (DWU) in Wuppertal, zuletzt als Abteilungsleiter. Darüber hinaus hatte er sich der IG Metall angeschlossen.

## Partei
Wüster beantragte am 11. Dezember 1942 die Aufnahme in die NSDAP und wurde zum 20. April 1943 aufgenommen (Mitgliedsnummer 9.475.463). Er schloss sich dann der SPD an und war stellvertretender Vorsitzender des SPD-Unterbezirkes Remscheid.

## Abgeordneter
Wüster gehörte dem Deutschen Bundestag von 1969 bis 1980 an. In den Jahren 1969 bis 1976 vertrat er im Parlament den Wahlkreis Remscheid. In der achten Wahlperiode (1976–1980) zog er über die Landesliste Nordrhein-Westfalen in den Bundestag ein.

## Ehrungen
Wüster wurde am 26. Mai 1997 mit dem Verdienstorden des Landes Nordrhein-Westfalen ausgezeichnet.